# Drohnenstaffel 7

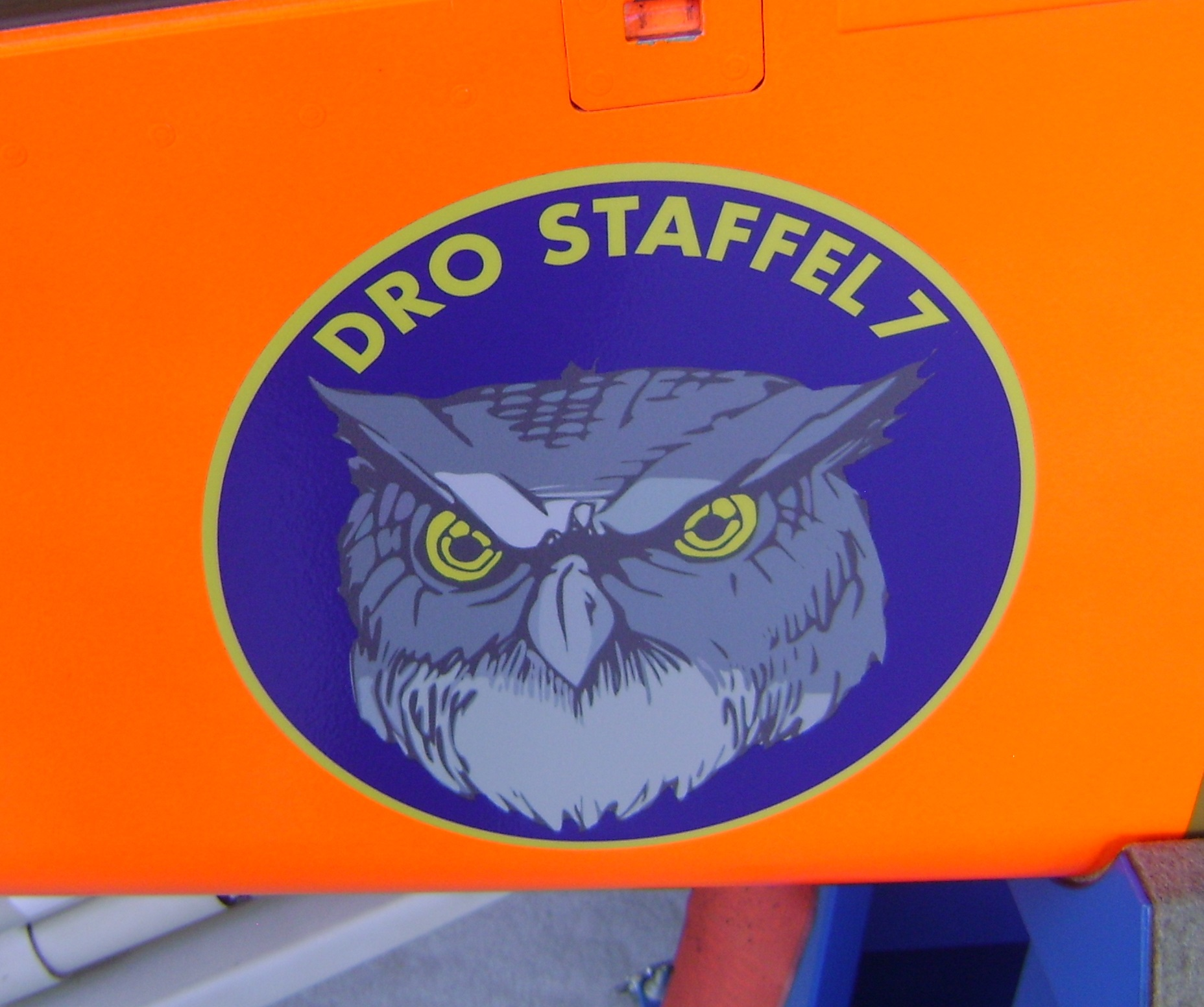
Staffelemblem der Drohnenstaffel 7

Die Drohnenstaffel 7 ist eine auf dem Militärflugplatz Emmen stationierte und dem Drohnen Kommando 84 (Dro Kdo 84) unterstellte Milizstaffel. Als Wappen trägt sie ein rundes Abzeichen, das den Kopf einer Eule vor dunkelblauem Hintergrund und die gelbe Aufschrift «Dro Staffel 7» zeigt. Es ist die einzige UAV Staffel der Schweizer Luftwaffe. Die Eule symbolisiert die Sehfähigkeit der UAV Sensoren bei Tag und Nacht.

## Geschichte

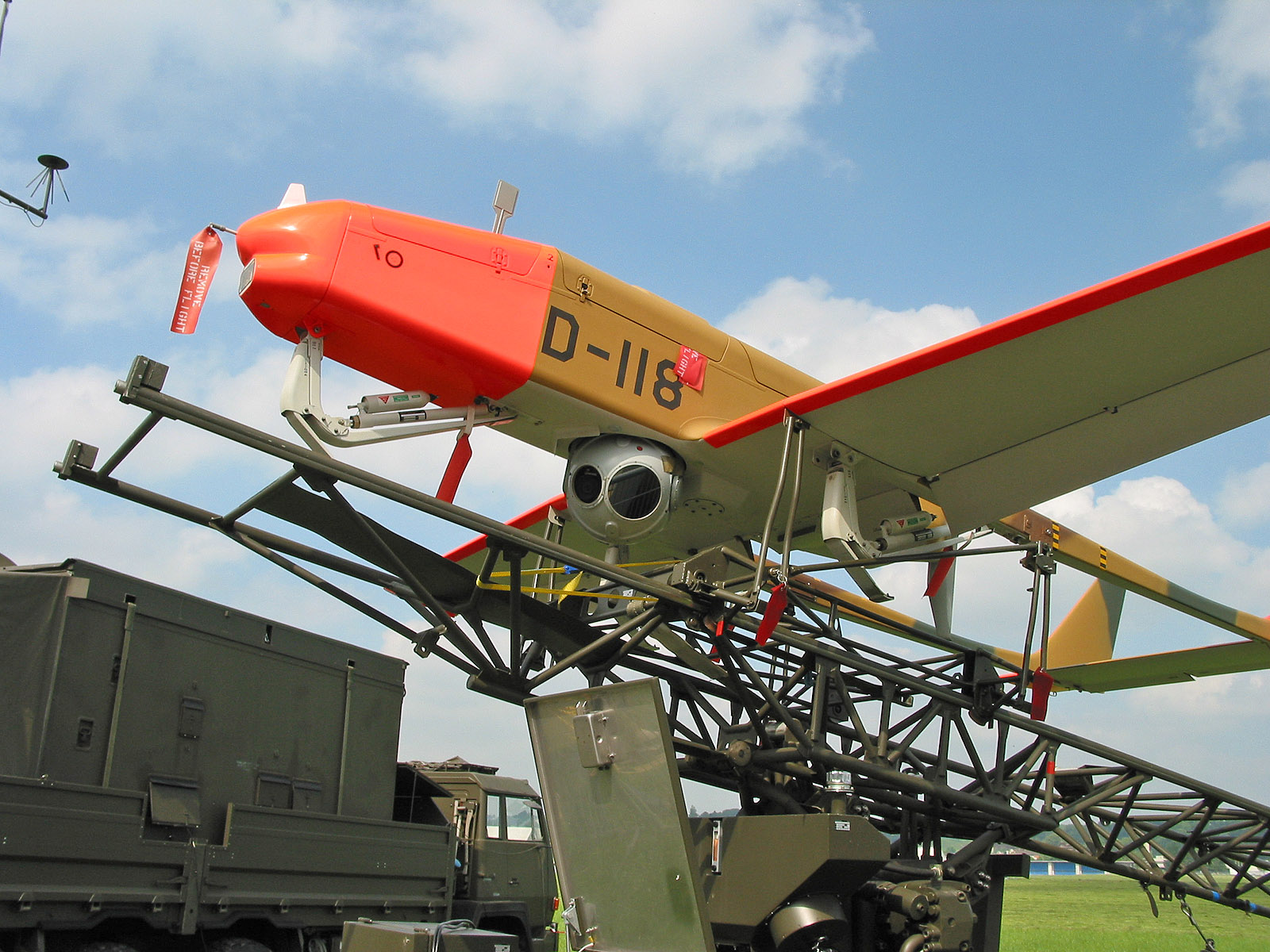
Drohne ADS 95 mit Kennzeichen D-118 zu Demonstrationszwecken auf dem Startkatapult: Die hier sichtbare Multifunktonskamera wird zum Start in den Rumpf eingefahren.

1995 wurde das Aufklärungssystem ADS 95 beschafft, damit wurde auch die Drohnenstaffel 7 gegründet. Diese setzte Anfangs 28 Stück der ADS 95 ein. 	
Im März 2018, nach einem Unfall einer Drohne durch Grundberührung beim Ägerisee war berichtet worden, dass von den ursprünglich 28 Drohnen noch 23 vorhanden gewesen seien, neun davon jedoch stillgelegt worden seien. Die Drohne mit der Kennung D-119 war schon am 13. September 2011 abgestürzt.
Die Drohnenstaffel 7 besteht aus folgenden Funktionschargen: Dem Kommandanten, seinem Stellvertreter, dem Payload Operator, Piloten, dem Auswerteoffizier Luftaufklärung, dem Drohnenschiesskommandant für die Artillerie (Dro SKdt), dem Einsatzoffizier und dem Nachrichtenoffizier.
Die Aufgaben der Drohnenstaffel 7 sind die Echtzeitnachrichtenbeschaffung bei Tag und bei Nacht, die optische Verifikation von Informationen aus anderen Nachrichtenquellen und die Unterstützung der Artillerie bei der Feuerleitung.
Bei den Piloten handelt es sich um Milizangehörige, welche einen Berufspilotenschein besitzen müssen.
Die Drohnenstaffel 7 wird in der Schweiz auch für zivile Aufgaben eingesetzt. So hatte z. B. die Schweizer Luftwaffe 2005 bei der grossen Überschwemmung in der Zentralschweiz zugunsten des Krisenstabes Erkundungen vorgenommen und sie unterstützt seit Mitte 2006 die Grenzwache bei der Überwachung der Schweizer Grenze. In der Stadt Zürich wurde der Einsatz von Drohnen während der Fussball-Europameisterschaft 2008 zur Überwachung der Verkehrs- und Sicherheitslage bewilligt. Für dieselben Aufgaben werden die Drohnen auch regelmässig für Grossanlässe wie die Street Parade eingesetzt.
Infolge der kleinen Silhouette und geringen Sichtbarkeit für andere Piloten wird die Drohne in der Schweiz in Friedenszeiten bei Tag im zivilen VFR Luftraum durch ein Kleinflugzeug (normalerweise eine Pilatus PC-6) begleitet. Diese Begleitmissionen nennt man „OMBRA“-Flüge; «Ombra» ist auch der Rufname des Begleitflugzeugs.
Die Ruag Ranger wurden mit dem Rüstungsprogramm 2015 durch sechs Elbit Hermes 900 ersetzt. 2021 befanden sich die Bediener der Staffel in der Umschulung. In der Schweizer Luftwaffe werden die 2022 erstmals gelieferten Hermes unter der Bezeichnung ADS 15 geführt.

## Drohnen
- ADS 95 (aktuell)
- ADS 15 (seit 2022)